# Белила
Белила е село в Югоизточна България. То се намира в община Средец, област Бургас.

## География
Село Белила се намира в планината Странджа, на 7 km от общинския център Средец и на 37 km от областния център Бургас.

## Население

### Етнически състав
Преброяване на населението през 2011 г.
Численост и дял на етническите групи според преброяването на населението през 2011 г.:
|                     | Численост |
| Общо                | 32        |
| Българи             | 31        |
| Турци               | -         |
| Цигани              | -         |
| Други               | -         |
| Не се самоопределят | -         |
| Неотговорили        | -         |

## Личности
- Димитър Костадинов (р. 1948) – български поет, писател, критик